# Mickey Finn
Mickey Finn lub Mickey – w pierwotnym znaczeniu termin oznaczał napój alkoholowy zaprawiony potajemnie środkiem nasennym w postaci wodzianu chloralu i podany w postaci drinka konkretnej osobie, aby stała się niezdolna do działania i samoobrony oraz po oprzytomnieniu nie pamiętała, co się z nią działo; później termin został rozszerzony i bywa stosowany do określenia jakiegokolwiek napoju alkoholowego skażonego po kryjomu narkotykiem, aby oszołomić daną osobę aż do utraty przytomności włącznie.

## Historia
Nazwa pochodzi od Michaela „Mickey” Finna, który w 1896 roku był właścicielem podrzędnego baru Lone Star Saloon i restauracji Palm Garden w obskurnej dzielnicy Chicago. Mickey Finn dodawał wodzian chloralu do drinków, które pracownice natarczywie wciskały klientom. Następnie sennych mężczyzn okradano z ubrania i wartościowych przedmiotów, po czym wyrzucano do ciemnego zaułka. W 1903 roku bar został zamknięty, ale Mickey Finnowi udało się uniknąć procesu sądowego.
Termin funkcjonował głównie we wczesnych dziesięcioleciach XX wieku. 
Drink Mickey Finn pojawia się w tekście piosenki It’s The Hard-Knock Life z musicalu dla dzieci pt. Annie z 1977 roku, jako jedna z propozycji zemsty na podłej kierowniczce sierocińca, pannie Hannigan (Make her drink a Mickey Finn).